# Melón Diesel
Melón Diesel es un grupo musical gibraltareño de Pop Rock muy popular en España. Estuvieron en activo cinco años (1999-2003) durante los cuales publicaron cuatro álbumes de estudio, hasta que se separaron por disputas entre los componentes, dando como resultado los grupos Taxi y Area 52. En 2023 Taxi retomó el nombre de Melón Diesel.

## Historia
El grupo surgió en 1995 y lo componían Dylan Ferro, Dani Fa, Danny Bugeja, Guy Palmer y Adrián Pozo. Su nombre hacía referencia a un chupito de un pub gibraltareño donde tocaba la banda. Desde 1996 hasta 1998 estuvieron dando conciertos, sacando maquetas y componiendo temas de lo que sería su álbum debut La Cuesta de Mister Bond.
El 24 de junio de 1999 editan su álbum debut La Cuesta de Mister Bond, cuyo título es una especie de homenaje a James Bond. Una de sus películas fue rodada en Gibraltar. También viene dado el título por una famosa cuesta del peñón, llamada "La Cuesta de Mister Vaughn" (pronunciado Bon). El primer sencillo extraído del álbum fue Contracorriente.
El 21 de mayo de 2001 editan Hombre en el Espejo, un disco en el cual se deja a un lado el alto ritmo de los anteriores para pasar a hacer una música más lenta pero más profunda y con mucha mayor calidad que los anteriores. En un principio corrió el rumor de que este disco iba a llamarse "Calle Comedia", sin embargo, esa fue una de las opciones que los miembros del grupo se plantearon, pero finalmente eligieron Hombre en el Espejo, coincidente con la segunda canción del disco. El primer sencillo de este tercer disco fue "Grita", una canción que rompió con todo lo escuchado anteriormente, era una canción completamente original y se componía de una melodía tipo Poppy. A lo que le siguió "Mundo Irreal", una canción en la que su videoclip lo compartieron con todos sus fanes que fueron al Concierto Básico que ofrecieron en Madrid el 13 de junio de 2001 al grabarlo en directo mientras cantaban dicha canción.
El 20 de enero de 2003 editan su último disco, Real, el tiempo que pasaron en el estudio tuvo su fruto en este trabajo, fiel a su estilo Rock con temas potentes pero que se escuchan con gusto desde el principio. Un disco bilingüe ya que además de los 11 temas en inglés incluyen 6 versiones en español de esos temas. Sus primeras 15.000 copias se publicaron en formato DigiPack, en un disco pensado especialmente para intentar la aventura de salir de España y darse a conocer en el resto del mundo tal y como demostró el cambio de tendencia que les llevó de publicar siempre en español a publicar más de la mitad del disco en inglés. Su primer sencillo fue "It's Only You".
Tras varios conciertos de la promoción de Real, el grupo decide separarse a causa de discrepancias entre los componentes ya que una parte del grupo quería hacer temas en español y la otra en inglés. Así que después de la disolución, Dani Fa, Danny Bugeja y Dylan Ferro crean Taxi, de estilo parecido a Melón Diesel y Guy Palmer y Adrián Pozo crean Área 52.
En 2023 se anunció el retorno de Melón Diesel para quedarse y el lanzamiento de un nuevo disco. Aunque se trataría estrictamente de la alineación de Taxi, afirmaron que la puerta estaba abierta a los demás antiguos miembros de la Melón Diesel original.

## Integrantes
- Dylan Ferro - Voz principal.
- Dani Fa - Guitarra.
- Danny Bugeja - Guitarra.
- Guy Palmer - Bajo.
- Adrián Pozo - Batería.

## Álbumes
| Año  | Álbum                                        | Discográfica |
| ---- | -------------------------------------------- | ------------ |
| 1999 | La Cuesta de Mister Bond                     | Sony Music   |
| 2000 | La Cuesta de Mister Bond (Versión en inglés) | Sony Music   |
| 2001 | Hombre En El Espejo                          | Sony Music   |
| 2003 | Real                                         | Sony Music   |

## Singles
| Año  | Canción                      | Álbum                                                                   |
| ---- | ---------------------------- | ----------------------------------------------------------------------- |
| 1999 | Contracorriente              | La Cuesta de Mister Bond                                                |
| 1999 | Por Ti                       | La Cuesta de Mister Bond                                                |
| 2000 | Nuestra Historia             | La Cuesta de Mister Bond                                                |
| 2000 | Quiero Un Camino             | La Cuesta de Mister Bond                                                |
| 2000 | Volar (Butterfly)            | La Cuesta de Mister Bond / La Cuesta de Mister Bond (Versión en inglés) |
| 2000 | Here We Are                  | La Cuesta de Mister Bond (Versión en inglés)                            |
| 2001 | Grita                        | Hombre En El Espejo                                                     |
| 2001 | En El Anden                  | Hombre En El Espejo                                                     |
| 2001 | Mundo Irreal                 | Hombre En El Espejo                                                     |
| 2003 | It's Only You (Niña Del Sur) | Real                                                                    |
| 2003 | Náufrago En El Peñón         | Real                                                                    |